# El Manguito, Sinaloa
El Manguito är en ort i Mexiko.   Den ligger i kommunen Culiacán och delstaten Sinaloa, i den västra delen av landet, 1 000 km nordväst om huvudstaden Mexico City. El Manguito ligger 22 meter över havet och antalet invånare är 295.
Terrängen runt El Manguito är platt. Runt El Manguito är det mycket glesbefolkat, med 6 invånare per kvadratkilometer. Närmaste större samhälle är El Dorado, 11,8 km söder om El Manguito. Trakten runt El Manguito består till största delen av jordbruksmark.